# جيمس بورغس
جيمس بورغس (بالإنجليزية: James Burgess Sr.)‏ هو لاعب كرة القدم الكندية أمريكي، ولد في 31 مارس 1974 في ميامي في الولايات المتحدة.

## وصلات خارجية
- جيمس بورغس على موقع مرجع كرة القدم المحترفة.كوم (الإنجليزية)
- جيمس بورغس على موقع JustSportsStats.com (الإنجليزية)